# Barretina

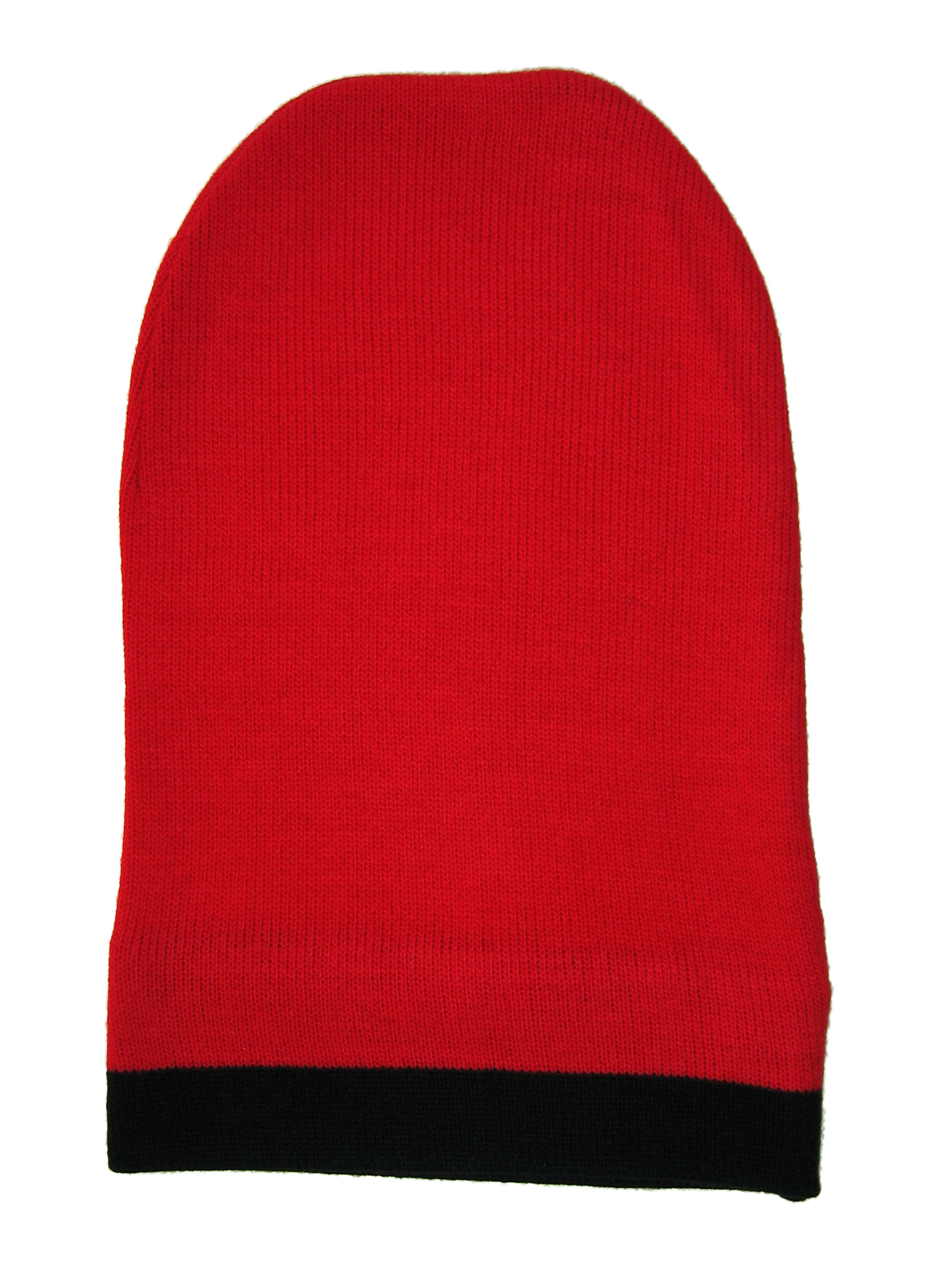
Barretina.

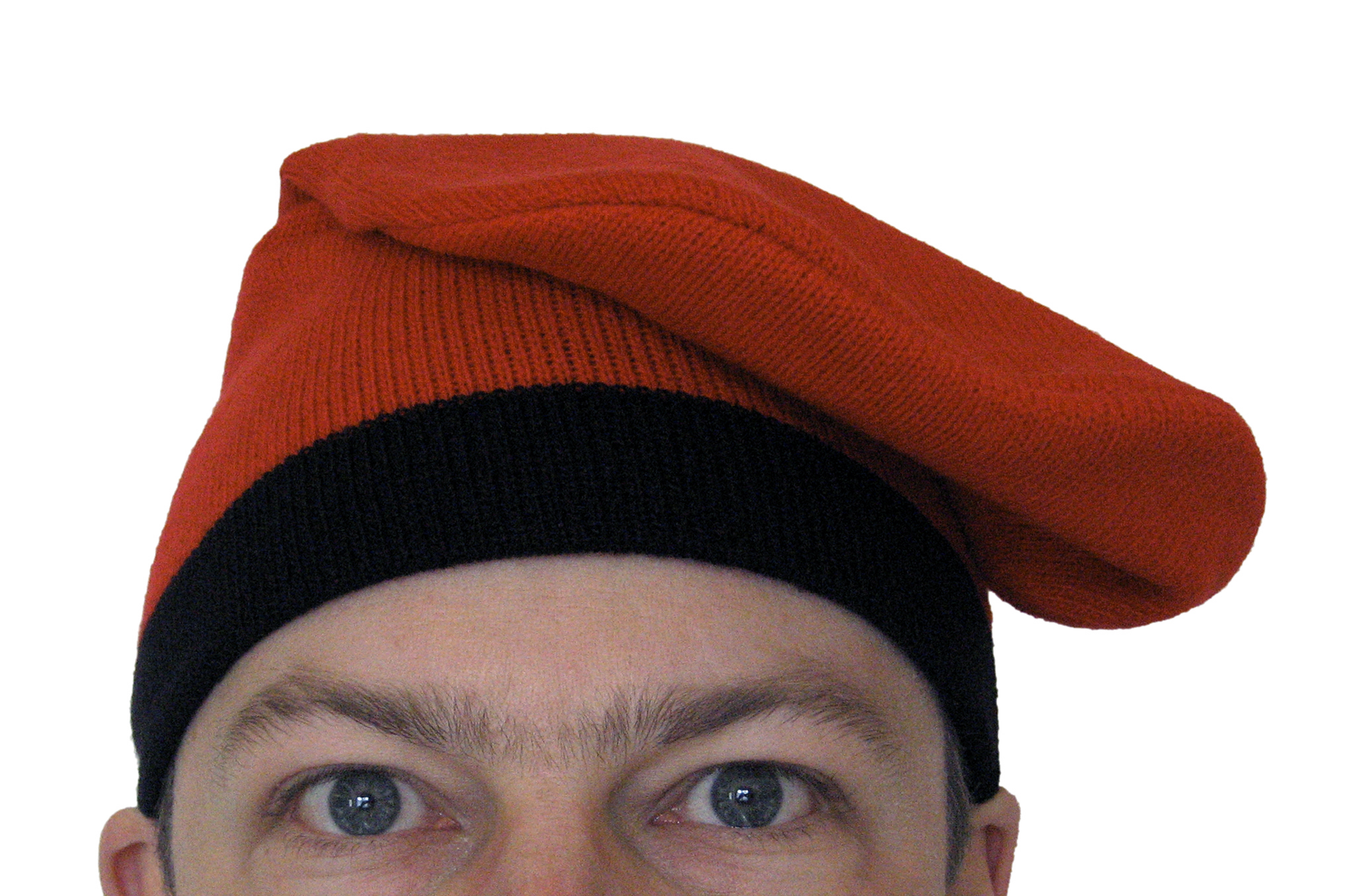
Barretina portée.

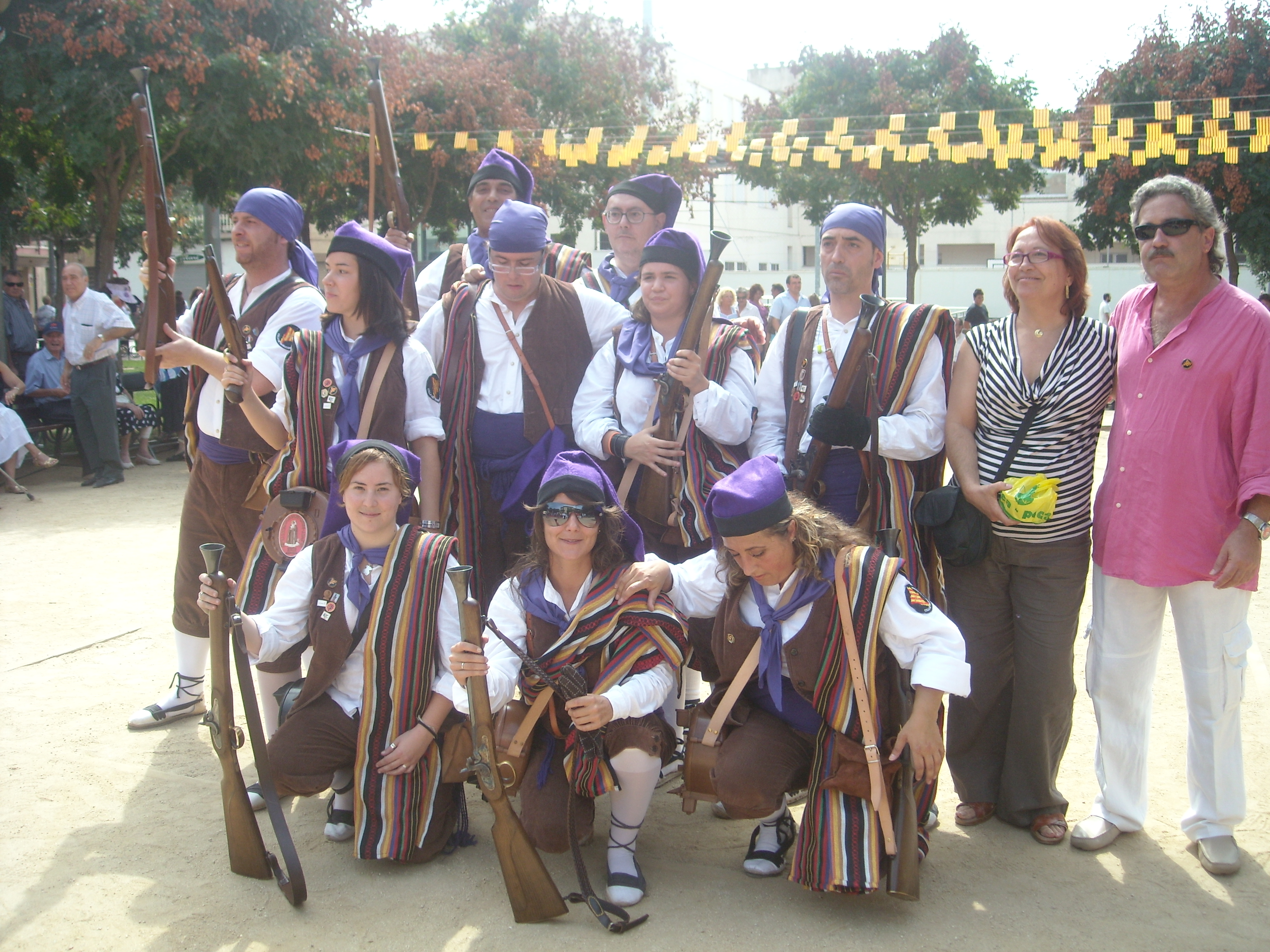
Bande de trabucaires (Trabucaire) portant la barretine (barretina).

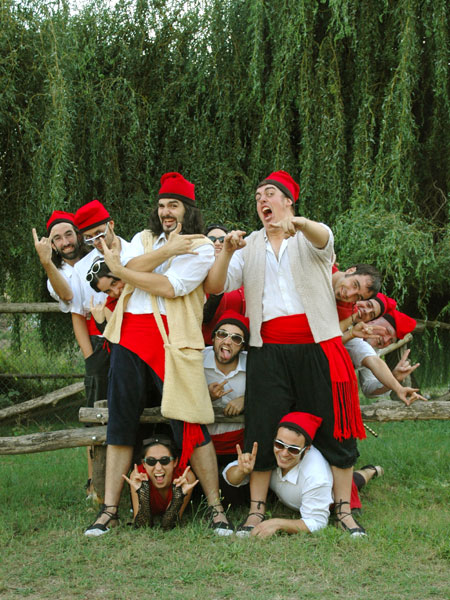
Group de rock catalan, les hommes en barretina, faixa rouge et espardenyes ; les femmes en gandalla et mitenes.

La barretina est le couvre-chef typique et traditionnel des Catalans. Il est en laine et il a une forme de bonnet allongé, habituellement de couleur rouge, ou parfois aubergine (barretina musca), et souvent avec une frange noire à la base. 
La barretina a été un symbole utilisé par les mariniers et des sortes similaires de bonnets ont été utilisés dans les grandes villes maritimes chrétiennes en Méditerranée.
C'est un chapeau pour hommes, les femmes catalanes portent une gandalla.

## Modèles
Il y a différents types de barretina, de plus ou moins longues, d'autres noires à l'intérieur et réversibles, des blanches pour dormir, etc. Elles étaient portés dans la plupart des villes chrétiennes de la Méditerranée : en Catalogne, à Valence, aux Baléares, en Provence, Sicile, Corse, Sardaigne, à Naples et même à quelques endroits au Portugal.

## Historique
Il y a eu différents types de bonnet en laine et il n'est pas facile à distinguer quand on peut parler de bonnet, de chapeau (barret, en catalan) ou de barretina (littéralement, petit chapeau). Selon Joan Coromines on commence à la porter aux Pays catalans en 1565 et J. Danès considère que ne fut jusqu'à la deuxième moitié du XVIIe siècle.
En Catalogne les hommes la portaient jusqu'au XXe siècle, notamment à la campagne mais aussi certains personnages célèbres ont porté habituellement une barretina en ville, comme Salvador Dalí et Jacint Verdaguer.
Aujourd'hui on ne la porte qu'aux fêtes traditionnelles de la culture populaire, comme aux bals de sardanes, aux balls de bastons, les figures de la crèche de Noël, des pièces de théâtre anciennes (Els Pastorets, par exemple), le caganer, le tió, en patufet, etc. En dehors de la Catalogne la portent encore les Schtroumpfs (en catalan, barrufets, pour leur barretina, justement) de Peyo et souvent des personnages des opéras dont l'action se déroule à Naples.